# Рыжов, Юрий Алексеевич (футболист)
Юрий Алексеевич Рыжов (13 марта 1952, Калуга — 29 июня 2015, там же) — советский футболист. Мастер спорта СССР.

## Биография
Воспитанник   заводской команды  «Торпедо» (КЗАМЭ). Начинал играть в калужском «Локомотиве». Вскоре перешёл в московскую команду железнодорожников, в составе которой в 1974 году стал победителем турнира первой лиги, а в 1975 году провёл 7 матчей и забил 1 гол в Высшей лиге СССР; также обладатель Кубка МССЖ (1974). Пять сезонов провёл в кемеровском «Кузбассе», выступавшем в Первой лиге (в атаке играл вместе с Виталием Раздаевым; в первенстве 1977 года — одном из двух наиболее успешных для кемеровского клуба — забил 14 мячей); также выступал за команды Второй лиги.

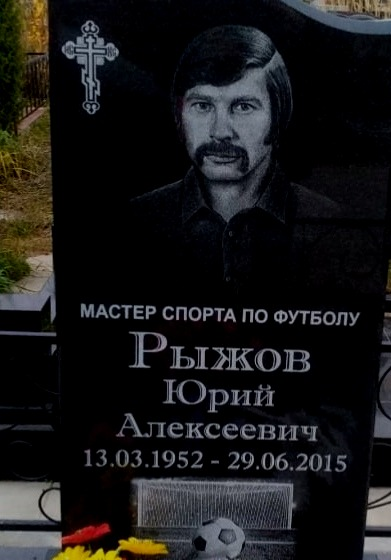
Могила Юрия Рыжова